# NGC 299
NGC 299 (другое обозначение — ESO 51-SC5) — рассеянное скопление в созвездии Тукан. Это сравнительно небольшое и молодое скопление в Малом Магеллановом Облаке. 
Возраст скопления составляет, по разным оценкам, от 15 до 100 млн лет, более поздние исследования дают цифры, близкие к 25 млн лет. В скоплении обнаружно две затменно-переменных и одна переменная звезда неправильного типа. В отличие от других скоплений в ММО, NGC 299 не содержит короткопериодических пульсирующих переменных.
Этот объект входит в число перечисленных в оригинальной редакции «Нового общего каталога».